# Památník tří odbojů (Lošany)
Památník tří odbojů se nachází v Mašínově statku v Lošanech na Kolínsku v rodném domě generála Josefa Mašína (na adrese Lošany číslo popisné 1, 280 02 Kolín). Na základě životních příběhů členů selské rodiny Mašínů (Josef Mašín v československých legiích na Rusi; odbojová skupina Tři králové a Skupina bratří Mašínů) v průběhu 20. století památník připomíná trojici klíčových období v boji za svobodu, nezávislost a demokracii v československých dějinách.

## Podrobněji

### Myšlenka a cíl vytvoření památníku
V pražském bytě historika Jaroslava Čvančary byl 23. srpna 2017 zahájen projekt Památníku tří odbojů. Setkání se účastnila nejen Zdeňka Mašínová, ale i její přátelé (publicistka Olga Bezděková-Rejtharová, historik Petr Blažek, Ing. Jiří Klepsa, historik a nakladatel Jiří Padevět, režisér, dokumentarista a kameraman Martin Vadas), ale i architekt a pedagog Tomáš Hradečný z Fakulty architektury ČVUT Praha.
V té době již bylo zřejmé, že od sametové revoluce trvající právní spory o vlastnictví rodného statku Josefa Mašína skončily a objekt se dostal od roku 2018 do vlastnictví Zdeňky Mašínové. Téhož roku také vznikl zapsaný spolek s názvem Mašínův statek – památník tří odbojů se sídlem na adrese Lošany číslo popisné 1, jehož cílem je uchování památky a odkazu generálmajora Josefa Mašína a jeho rodiny prostřednictvím veřejně přístupného Památníku tří odbojů. Na jaře roku 2022 převedla Zdena Mašínová statek na tento spolek.
Ideové pojetí a architektonický návrh Památníku tří odbojů bylo předmětem semestrálního zadání Fakulty architektury ČVUT ve školním roce 2018 / 2019 a vyústilo ve 22 studentských projektů. Čtyři z nich byly nakonec zpracovány do formy obhajitelné diplomové práce. Další dva roky věnovali čerství architekti (pod vedením Tomáše Hradečného  a Kláry Hradečné) práci v ateliéru IXA aby mohlo následně dojít ke stavební realizaci Památníku tří odbojů. Ta zahrnovala revitalizaci celého areálu statku, rodný dům Josefa Mašína (vlastní jádro památníku), pietní zahradu, trvalou expozici s tématem tří odbojů v jedné části hospodářské budovy a to včetně podpůrného provozního zázemí ve druhé části téže hospodářské budovy.

Někteří z iniciátorů / iniciátorek projektu Památníku tří odbojů
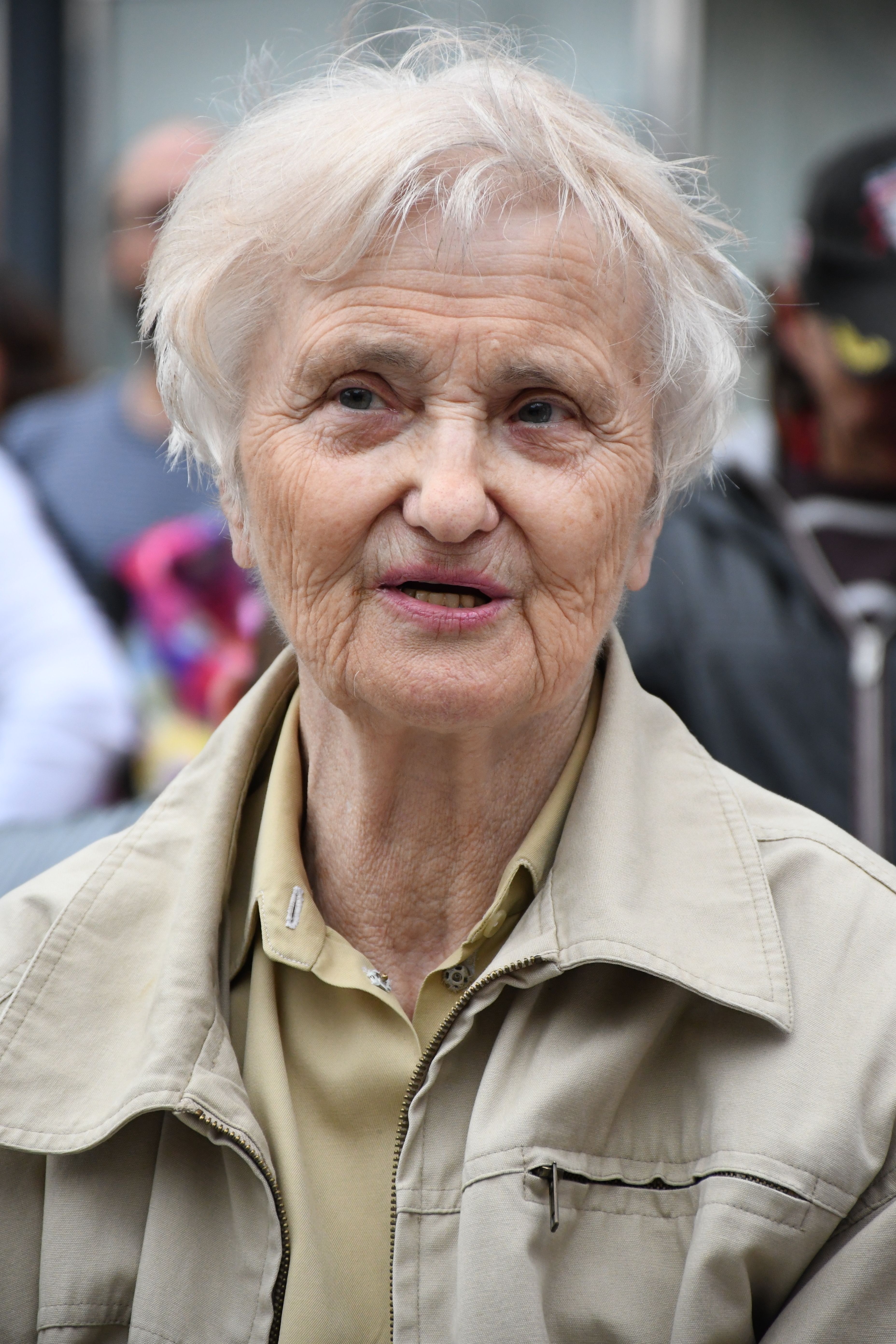
Zdeňka Mašínová
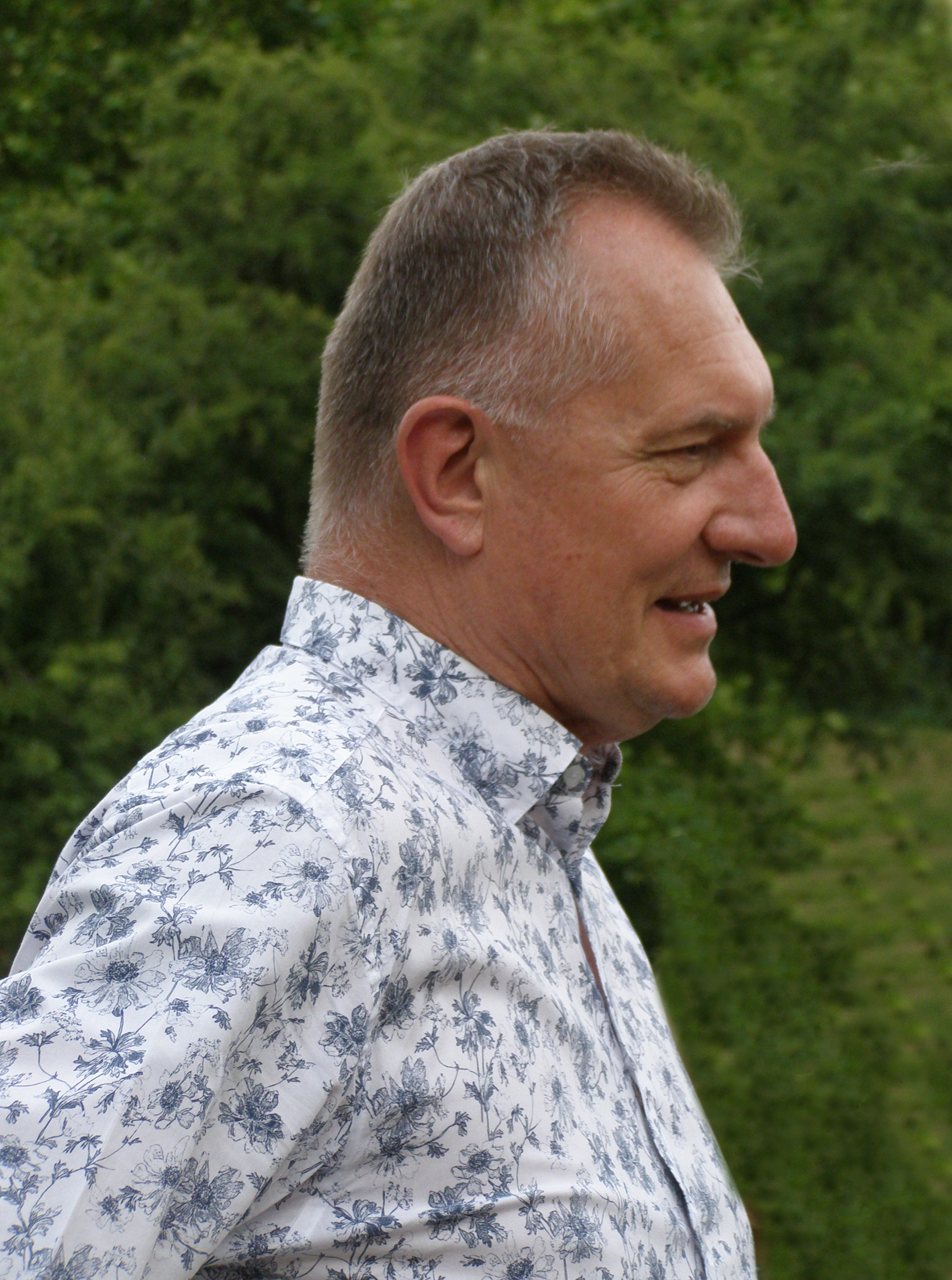
Jiří Klepsa
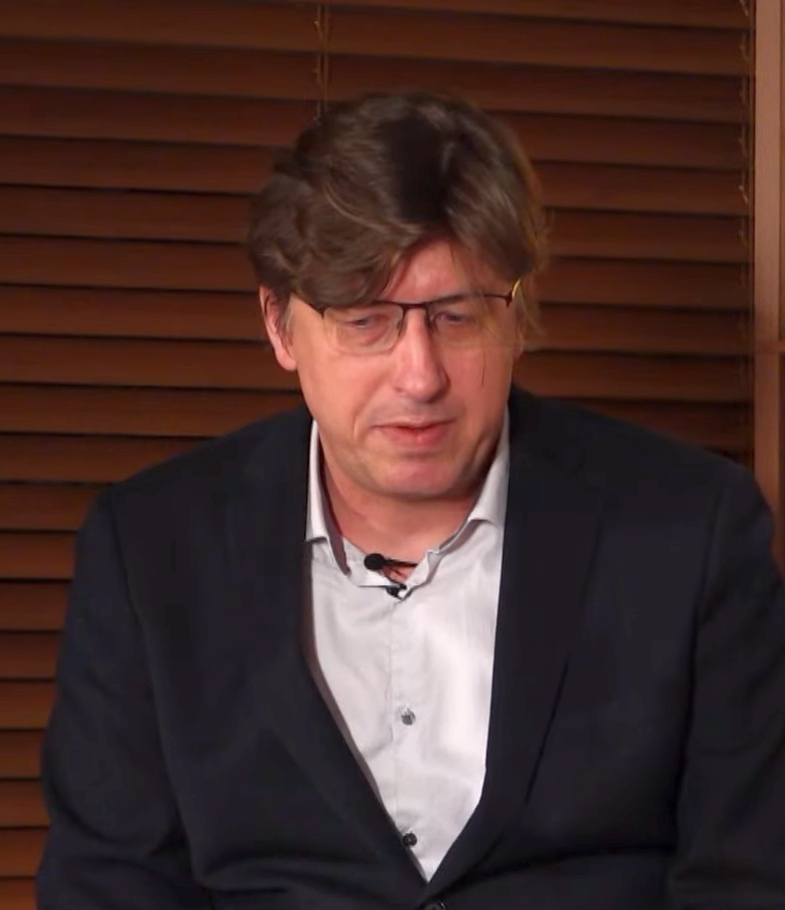
Petr Blažek
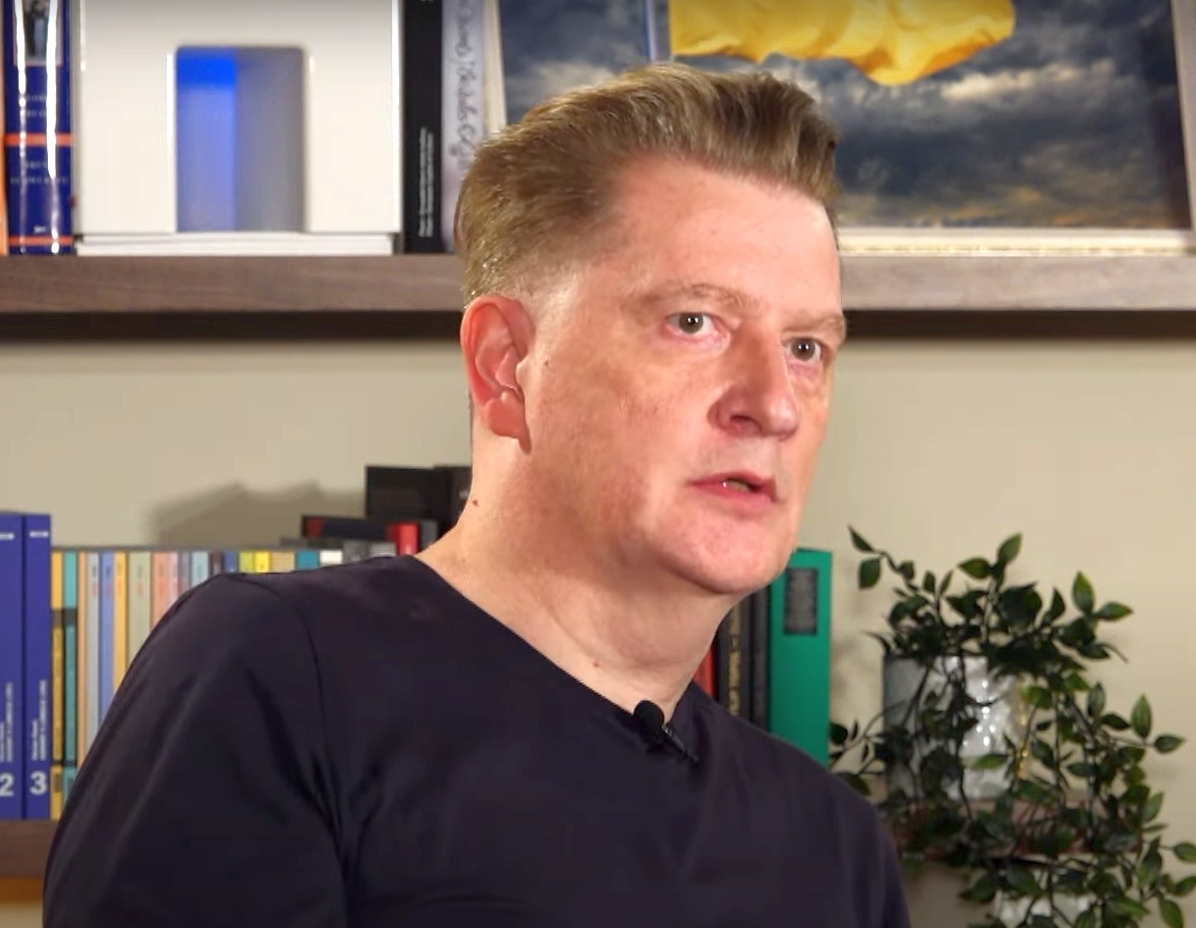
Jiří Padevět
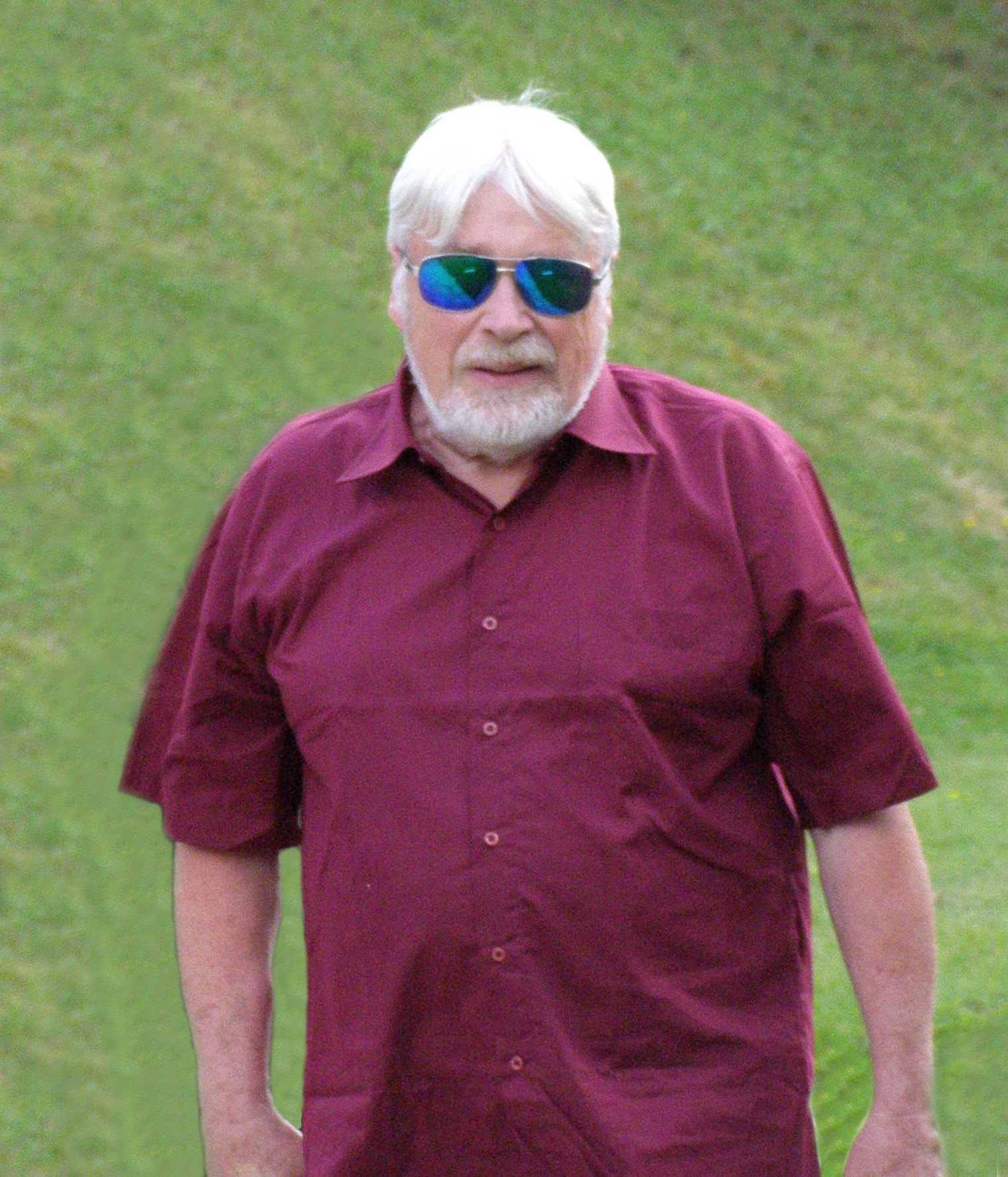
Jaroslav Čvančara

### Finanční zdroje
Celková rekonstrukce nemovitostí v Lošanech a vybudování Památníku tří odbojů se uskutečnila na základě veřejné sbírky na transparentní bankovní účet (založený 4. října 2018). Finanční prostředky byly využity na celkovou rekonstrukci komunistickým režimem zdevastovaného areálu statku, na venkovní terénní úpravy, ke změnám kvality povrchů, revitalizaci zeleně a na celkové oplocení areálu. Projekt plánoval dvě stavební etapy:
- první etapa (s rozpočtem cca 10 milionů Kč): rodný dům Josefa Mašína, pietní zahrada s oplocením, přípojky inženýrských sítí a nezbytné terénní úpravy;[2]
- druhá etapa (s rozpočtem cca 20 milionů Kč): celková rekonstrukce stávající hospodářské budovy s expozicí tří odbojů a s provozním zázemím památníku, další terénní a sadové úpravy, oplocení celého areálu statku.[2]

### Koncepce památníku
Optickým centrem Památníku tří odbojů je původní rodný dům Josefa Mašína, který přišel v průběhu času o svůj jedinečný charakter několika přestavbami. Architektonické řešení zachovalo v přízemí se nacházející původní zdivo a klenuté místnosti. Ve vstupní místnosti je instalován text dopisu Josefa Mašína, ve kterém se loučí se svou ženou a dětmi. Obvodové zdivo objektu, postrádajícího střechu, bylo překryto stříkaným betonem (ochranná a stabilizační funkce). Velký čtvercový prostor uprostřed objektu je zatravněn a osazen morušovým stromem. Rozlehlý hospodářský dvůr původního statku byl ponechán jako velkokapacitní prostor a zázemí pod širým nebem pro různé příležitosti (např. pořádání letních škol) a shromáždění při slavnostních a společenských akcích. Koncepci a obsah historické expozice v bývalé hospodářské budově navrhl ve spolupráci s dalšími členy spolku historik Petr Blažek.        

Pohled na Památník tří odbojů
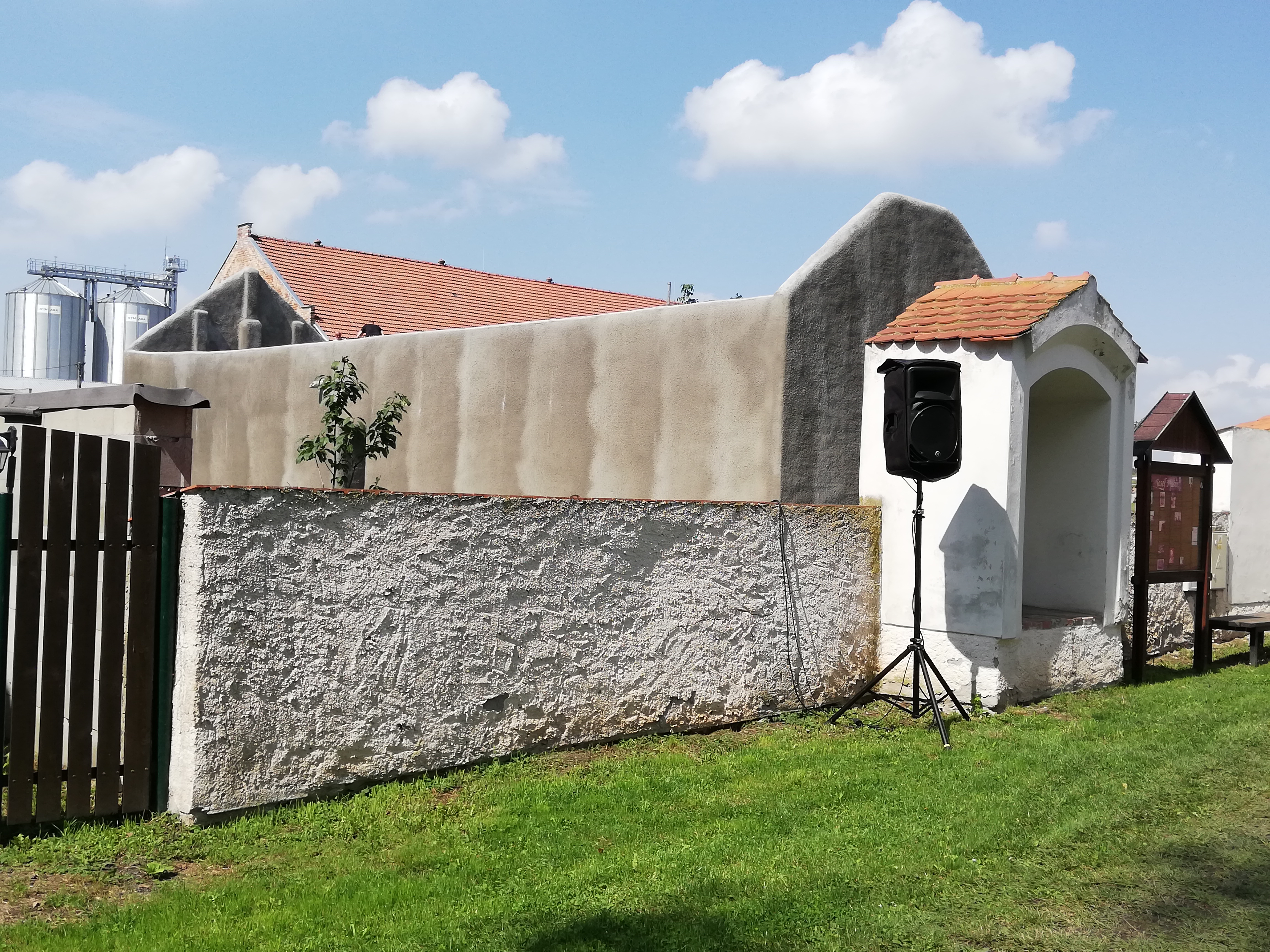
Z prostranství před Mašínovým statkem
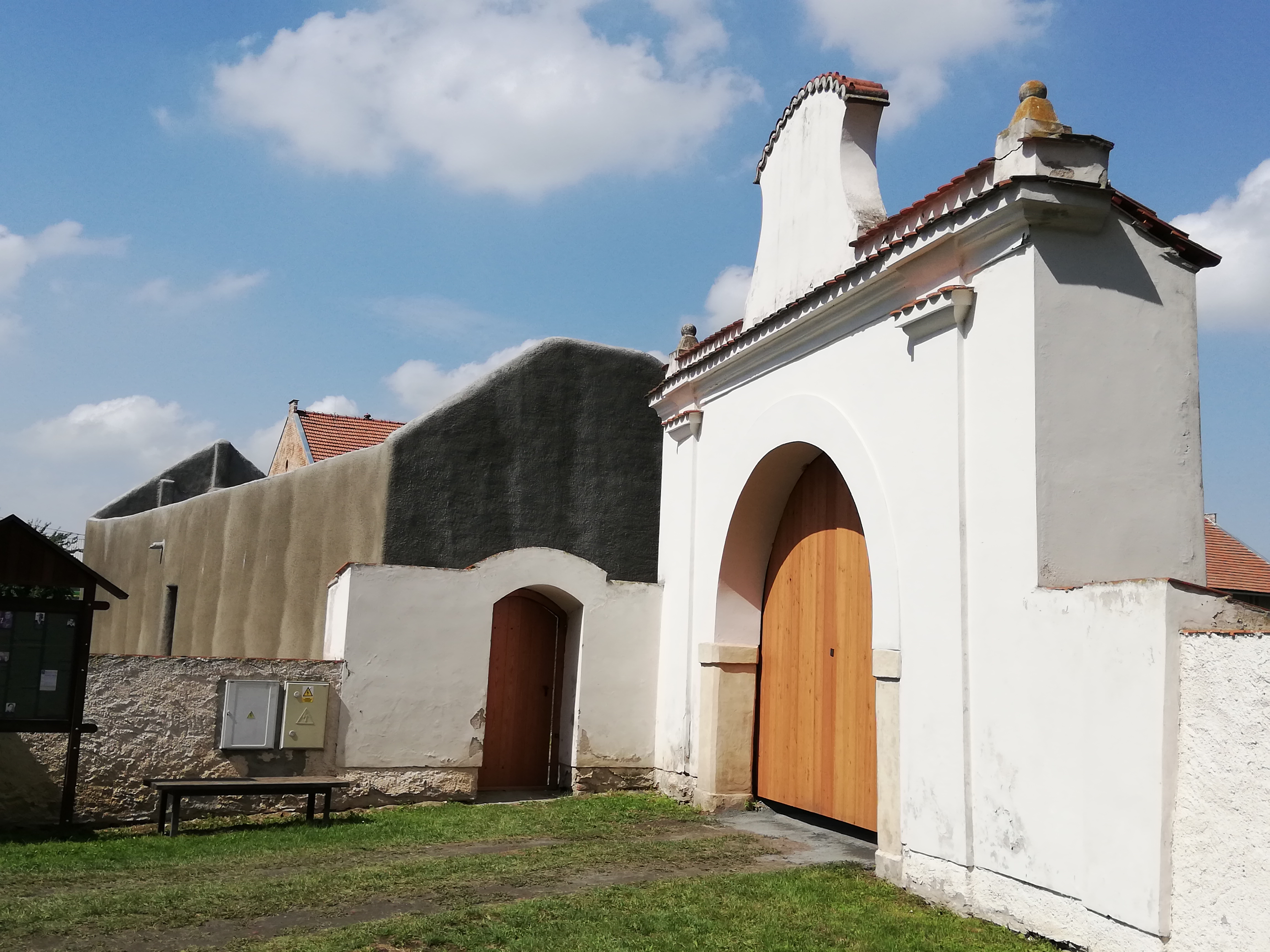
Z vnějšku – od brány do Mašínova statku
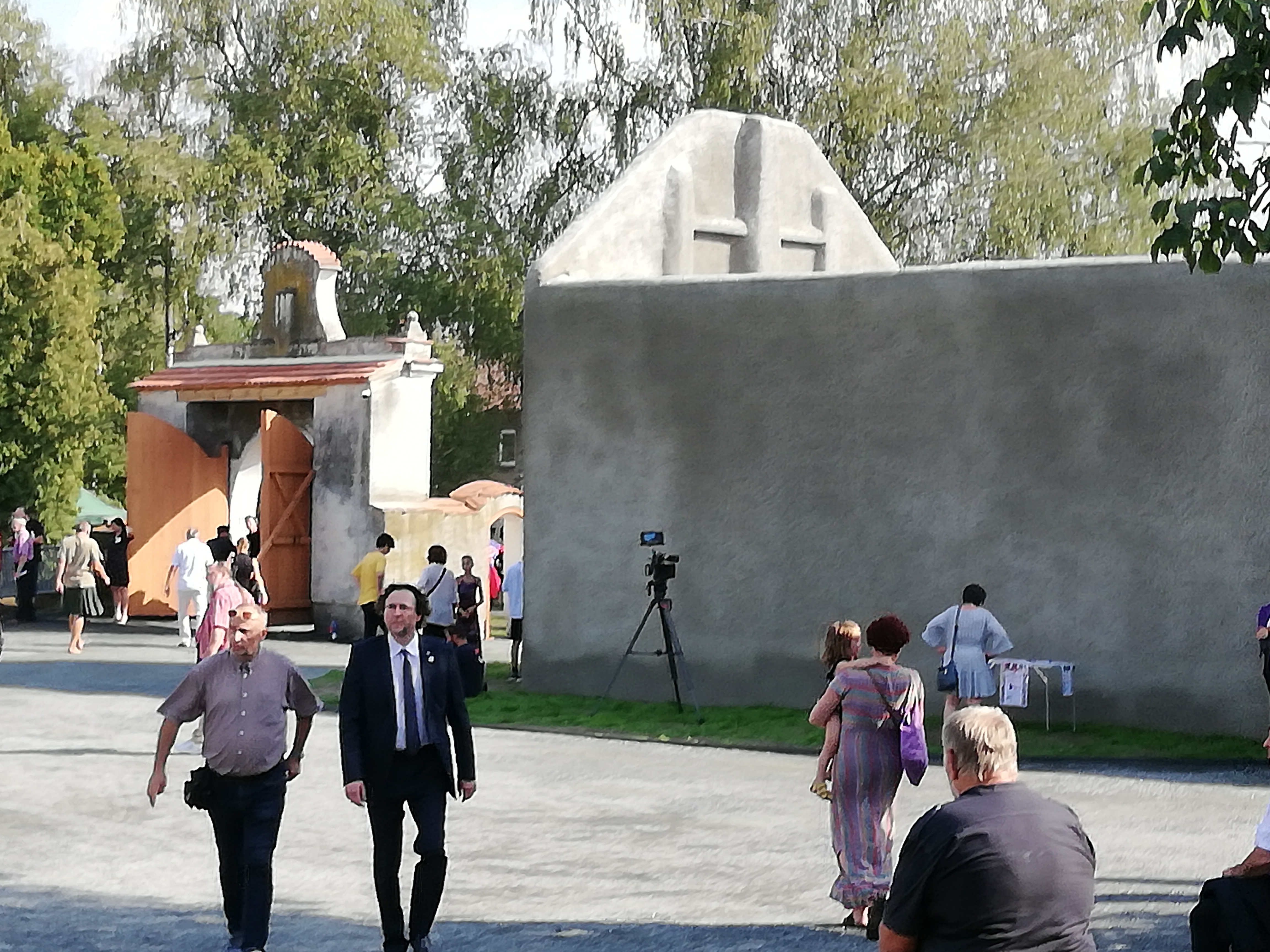
Z vnitřního dvora Mašínova statku

### Otevření památníku
Slavnostní shromáždění při příležitosti otevření Památníku tří odbojů široké veřejnosti proběhlo v pátek 26. srpna 2022 od 15.00 hodin před branou areálu Mašínova statku v Lošanech. Moderování celého ceremoniálu bylo svěřeno Jakubovi Železnému. Jako první promluvila Zdeňka Mašínová a dále se slavnostních projevů ujali vrcholní představitelé české politické sféry: premiér Petr Fiala a po něm předseda Senátu Miloš Vystrčil.
Po proslovech politiků následovala modlitba vedená evangelickým farářem Markem Zikmundem. Celou úvodní oficiální část slavnosti zakončila česká státní hymna. Po jejím doznění se otevřela dřevěná vrata a široká veřejnost byla slavnostně vyzvána k první návštěvě Památníku tří odbojů. Veřejnost měla možnost zhlédnout Mašínův rodný dům přeměněný na jádro památníku se zachovanými obvodovými zdmi a moruší, která má symbolizovat sílu rodiny Mašínových (a také křehkost lidských vztahů), pietní zahradu a část hospodářské budovy s expozicí o třech odbojích. 
Součástí slavnostního otevření památníku byla i podvečerní beseda se Zdeňkou Mašínovou a dcerami Josefa Mašína, kterou moderoval historik Petr Blažek.

Slavnostní otevření Památníku tří odbojů
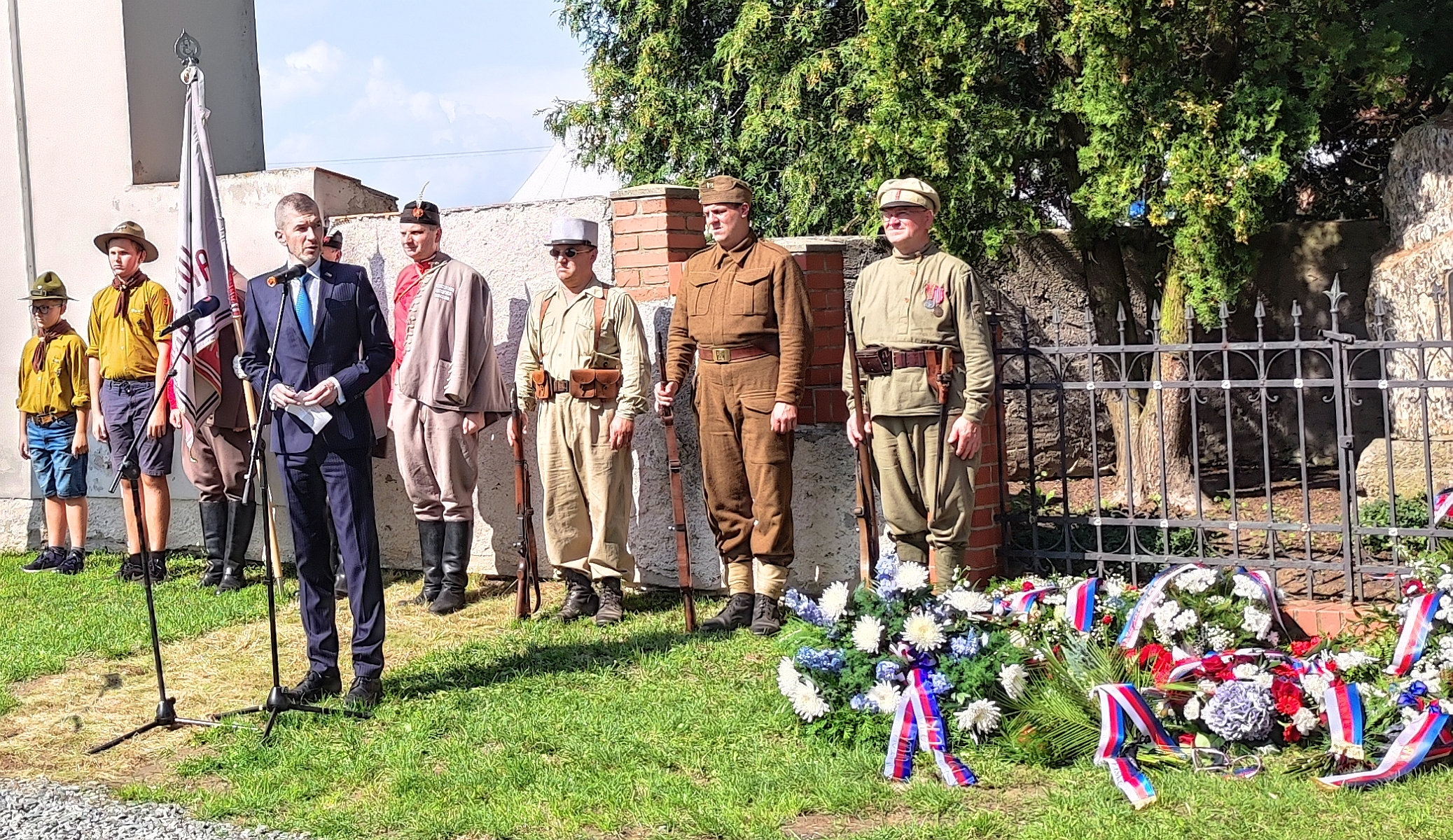
Moderátor Jakub Železný
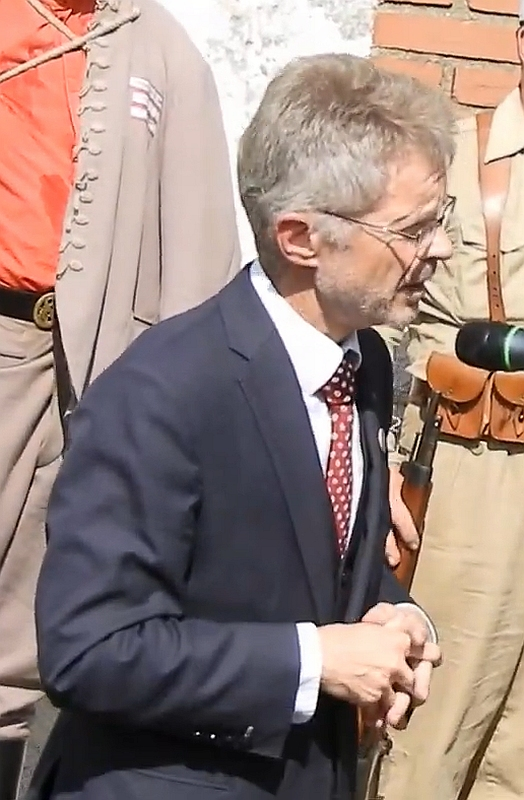
Předseda Senátu Miloš Vystrčil při projevu
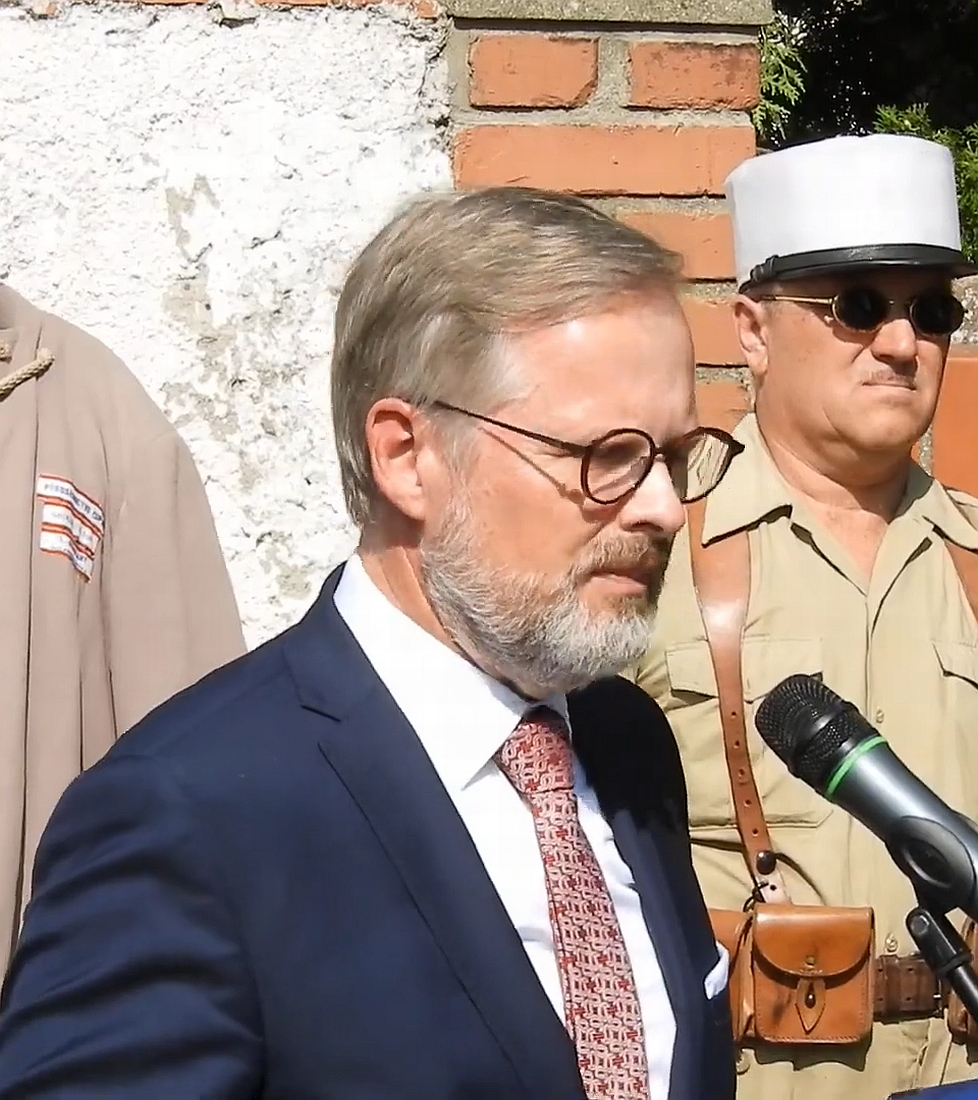
Premiér Petr Fiala při projevu
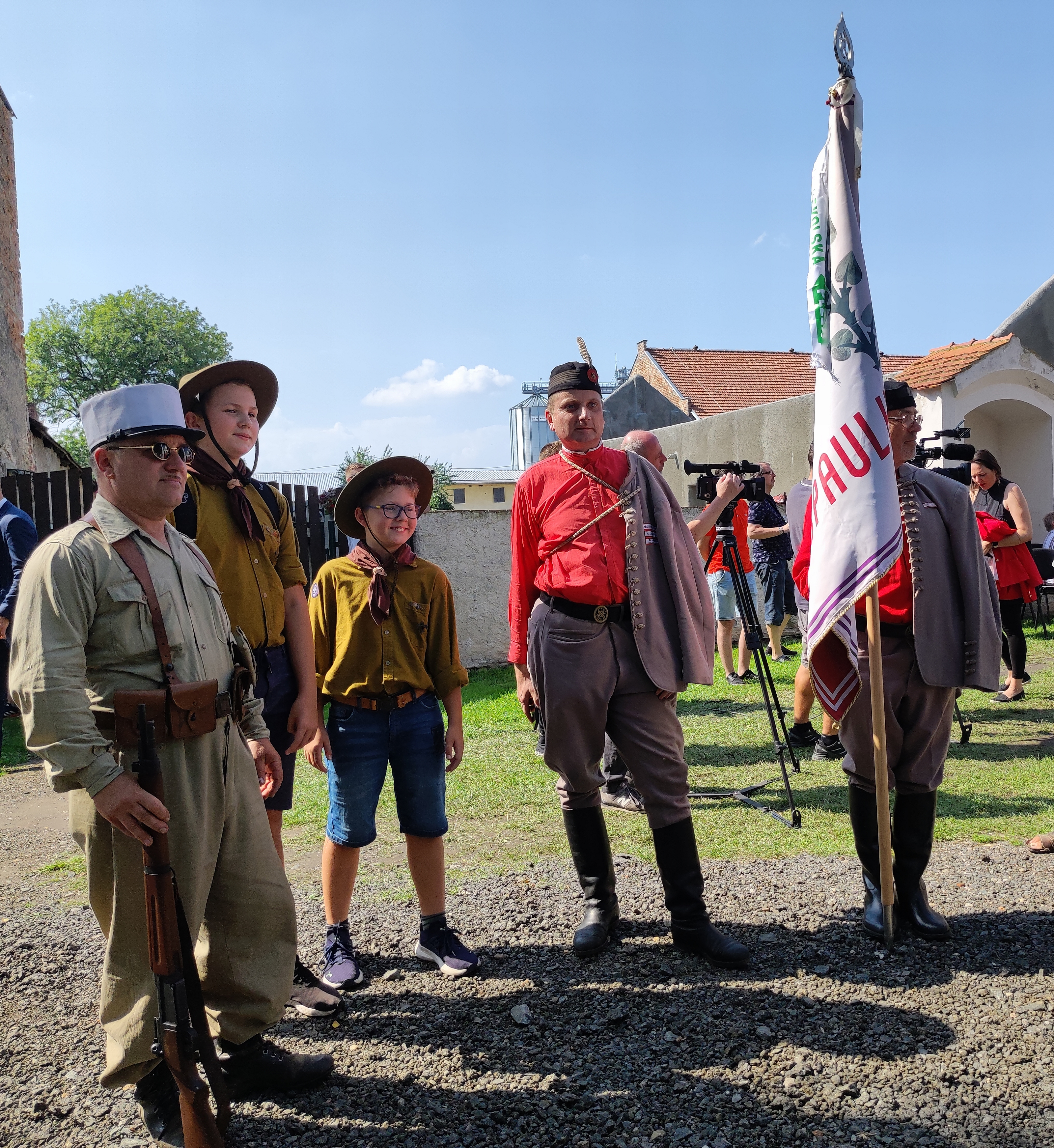
Zástupci skautů a sokolské organizace
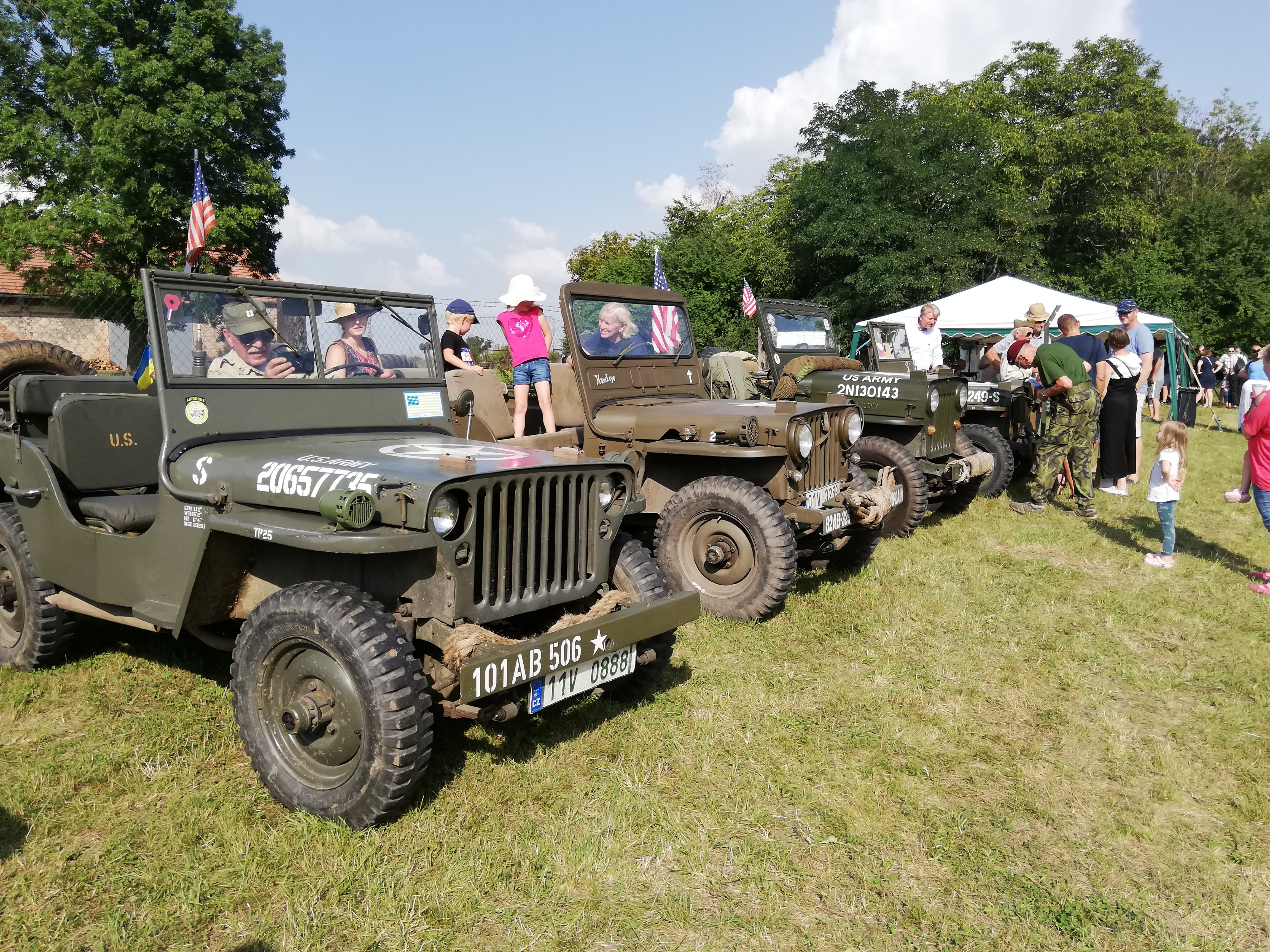
Doprovodný program v areálu Mašínova statku